# 金方街道
金方街道是中国云南省昆明市安宁市下辖的一个街道，位于安宁市东南部，是安宁市的城市中心区之一。原属连然镇管辖，2008年撤销连然镇，设连然和金方两个街道。金方街道辖区总面积76.92平方公里，东连太平新城街道，西靠县街街道，南接昆明市西山区，北临连然街道。境内工业发达，驻有昆明钢铁集团公司等大型企业。

## 行政区划
金方街道下辖以下地区：
小罗白社区、洛阳池社区、黎明社区、朝阳后山社区、朝阳前山社区、阳光社区、凌波社区、望湖社区、新村社区、晓塘社区、恒大社区、罗白村、浸长村、普河村、通仙村、思邑村和千户庄村。